# Patalene syzygiaria
Patalene syzygiaria är en fjärilsart som beskrevs av George Duryea Hulst 1886. Patalene syzygiaria ingår i släktet Patalene och familjen mätare. Inga underarter finns listade i Catalogue of Life.